# Искра (компания, Украина)
ПАО «Искра» — ведущий производитель электроламп на территории Украины. В прошлом самый крупный завод по производству ламп накаливания на территории СССР. «Искра» контролирует более половины украинского рынка ламп накаливания, объём которого составляет около 140—180 млн штук в год. Выпускает продукцию под торговыми марками «Iskra», «Volta», «Helios»
Производит продукцию:
- Лампы накаливания: галогенные, миниатюрные, сверхминиатюрные, классические, грибовидные, шарообразные, цилиндрические, типа свечка, с различным цоколем и напряжением, рефлекторные, для холодильников и швейных машин, светофоров и железной дороги.
- Лампы люминесцентные: Линейные, компактные, типа 3U, спиральные.
- Лампы газоразрядные ртутные и натриевые высокого давления.
- Лампы электрические для измерительных приборов, автомобилей и автотранспортных средств, для внутренних помещений.
- Светильники настенные для помещений, стартера.
- Лампы-фары, самолётные.

Экспортирует электролампы и комплектующие во многие страны мира. Отличается развитым стекольным производством: из колб, произведённых на «Искре», изготавливаются лампы производства Белоруссии и России.